# 구 포천성당
구 포천성당은 대한민국 경기도 포천시 신읍동에 있는, 육군 6군단(군단장 이한림 장군)이 지은 성당이다. 2006년 9월 19일 대한민국의 국가등록문화재 제271호로 지정되었다.

## 개요
이 건물은 육군 6군단(군단장 이한림 장군)이 지은 성당이다. 1990년 화재로 목조 마루바닥과 지붕틀 등이 소실되긴 하였으나 한국전쟁 직후에 건축된 석조 성당의 전형적인 의장적 특징(종탑과 뾰족한 아치 창호)과 공간적 특징(단일 홀로 구성된 강당형 평면), 화강석 조적 구법의 특징을 잘 간직하고 있다. 한국전쟁 이후 많은 교회 건물을 석조로 세웠지만 포천성당은 군부대가 직접 세운 것 중 유일하게 남아 있는 건물이다.

## 참고 자료
- 구 포천성당 - 국가유산청 국가유산포털